# Drosophila xanthopallescens
Drosophila xanthopallescens är en tvåvingeart som beskrevs av Pipkin 1964. Drosophila xanthopallescens ingår i släktet Drosophila och familjen daggflugor.
Artens utbredningsområde är Panama.